# Haplochromis ptistes
Haplochromis ptistes és una espècie de peix de la família dels cíclids i de l'ordre dels perciformes.

## Morfologia
Els mascles poden assolir els 10,6 cm de longitud total.

## Distribució geogràfica
Es troba al llac Victòria (Àfrica oriental).